# Adriopea pallidata
Adriopea pallidata är en skalbaggsart som beskrevs av Thomas Broun 1910. Adriopea pallidata ingår i släktet Adriopea och familjen långhorningar. Inga underarter finns listade i Catalogue of Life.